# Laurent Gbagbo
Laurent Koudou Gbagbo (Mama (bij Gagnoa), 31 mei 1945) was van 2000 tot 2011 president van Ivoorkust. Gbagbo nam al in 1990 deel aan de verkiezingen, maar verloor. In 2000 kwam hij aan de macht nadat zelfverklaard winnaar Robert Guéï, die Gbagbo als enige tegenstander had overgelaten, vluchtte na een massale revolte tegen hem. Niet lang nadat Gbagbo als president was geïnstalleerd ontstonden geruchten over het oppressiebeleid en geweld dat hij en zijn vrouw Simone handhaafden om aan de macht te blijven. Gbagbo stelde de verkiezingen keer op keer uit, hoewel hij in 2005 al had moeten aftreden, en verkiezingen vonden pas in 2010 weer plaats.
In de verkiezingen van 2010 werd Gbagbo verslagen door voormalig premier Alassane Ouattara. Gbagbo weigerde echter af te treden of zijn nederlaag te erkennen, wat resulteerde in een politieke crisis in het land. Ouattara en zijn legers rukten op naar Abidjan, waar Gbagbo zich schuilhield, nadat de internationale gemeenschap erkende dat Ouattara de verkiezingen eerlijk had gewonnen en Gbagbo op moest stappen. Gbagbo werd op 11 april 2011 door Ouattara's leger gearresteerd, waarmee Ouattara de nieuwe president werd.

## Politieke loopbaan
Gbagbo was oorspronkelijk geschiedenisdocent, en begon zijn politieke carrière als opponent van Félix Houphouët-Boigny. Van maart 1971 tot januari 1973 zat hij gevangen. In 1979 studeerde hij af aan de Université Paris VII-Denis-Diderot. In 1982 deed Gbagbo mee aan een lerarenstaking en legde hij de basis voor de partij Front populaire ivoirien (FPI). Later dat jaar vluchtte hij naar Frankrijk. In 1988 keerde hij terug naar Ivoorkust en werd hij tot secretaris-generaal van de FPI gekozen.
In de presidentsverkiezingen van 1990 deed Gbagbo mee als enige opponent van Houphouët-Boigny, hij behaalde 18,3% van de stemmen. Later dat jaar behaalde zijn partij 9 zetels in het parlement. Gbagbo bezette een van deze zetels. In 1992 werd hij tot twee jaar gevangenisstraf veroordeeld maar later dat jaar werd hij al vrijgelaten. De FPI boycotte de presidentsverkiezingen van 1995.
In 1999 pleegde Robert Guéï een staatsgreep en in 2000 werden opnieuw presidentsverkiezingen gehouden. Guéï claimde de overwinning, maar in Abidjan brak een revolutie uit. Guéï vluchtte, waarna Gbagbo op 26 oktober 2000 aan de macht kwam.
Op 19 september 2002 vond tegen Gbagbo een staatsgreep plaats, die mislukte. Er volgde een enkele maanden durende burgeroorlog. Na een vredesakkoord, waarin Gbagbo aan de macht bleef maar de rebellen een plek in de regering kregen, liet Gbagbo de rebellen in november 2004 bombarderen. Op 6 november 2004 kwamen bij een luchtaanval negen Franse soldaten om het leven waarop de Fransen reageerden met de vernietiging van de Ivoriaanse luchtvloot. Dit leidde op zijn beurt tot anti-Franse demonstraties en plunderingen in Abidjan. Duizenden Europeanen ontvluchtten het land.

## Presidentsverkiezingen 2010
De presidentsverkiezingen, die hadden moeten plaatsvinden in 2005, werden pas in november 2010 gehouden. Begin december 2010 gaf de Ivoriaanse Verkiezingscommissie voorlopige resultaten vrij waaruit bleek dat Gbagbo de presidentsverkiezingen van oud-premier Alassane Ouattara dreigde te verliezen. Gbagbo vocht de resultaten aan en beschuldigde de oppositie van massale fraude in het door de rebellen van de Forces Nouvelles de Côte d'Ivoire (FNCI) beheerste noorden van het land. Het Grondwettelijk Hof, gedomineerd door aanhangers van Gbagbo, ontnam de Verkiezingscommissie de bevoegdheid de verkiezingsresultaten bekend te maken en verklaarde de resultaten uit enkele noordelijke departementen onwettig. Gbagbo werd door het Hof ondanks internationaal protest tot winnaar uitgeroepen met 51% van de stemmen. Zijn tegenstander Ouattara erkende deze uitspraak niet en organiseerde een eigen eedaflegging kort nadat Gbagbo als president was beëdigd.

## Arrestatie en uitlevering
Op 11 april 2011 werd Gbagbo gearresteerd bij een gezamenlijke actie van Franse commandotroepen en strijders van Ouattara. Hij werd onder huisarrest geplaatst. Ouattara zei dat hij zou moeten terechtstaan voor zijn misdaden rondom de verkiezingen en zocht Gbagbo's uitlevering aan het Internationaal Strafhof. Deze uitlevering kwam tot stand; op 30 november 2011 kwam een vliegtuig met de oud-president aan in Nederland en werd hij overgebracht naar de gevangenis in Scheveningen. Op 5 december werd hij voor het eerst voorgeleid voor het hof.
De eerste zitting in verband met Gbagbo vond plaats in februari 2013. Het ging om een hoorzitting waarin bewijzen werden naar voor gebracht. In juni 2014 maakte het Internationaal Strafhof bekend dat het Gbagbo zou gaan vervolgen wegens "misdaden tegen de menselijkheid".

## Vrijspraak
In januari 2019 werd Gbagbo door het Internationaal Strafhof vrijgesproken van alle aanklachten, net als zijn medeverdachte Charles Blé Goudé.